# Рио Марано (Форли-Чезена)
Рио Марано (итал. Rio Marano) је насеље у Италији у округу Форли-Чезена, региону Емилија-Ромања.
Према процени из 2011. у насељу је живело 17 становника. Насеље се налази на надморској висини од 40 м.